# Geschichten aus den Bergen
Geschichten aus den Bergen ist eine sechsteilige ZDF-Filmreihe aus den Jahren 2010 bis 2011. Bei den einstündigen Folgen handelt es sich um gekürzte Fassungen der DVD-Reihe Die schönsten Liebesfilme aller Zeiten, die bereits 2009 im Rahmen der „Bastei-Collection“ erschienen sind. Die Stoffe beruhen auf bewährten Elementen der verlagseigenen Groschenromane und wurden ursprünglich als 90-Minüter durch die österreichische Produktionsfirma Couchkino in Zusammenarbeit mit ZDF Enterprises realisiert.
Die Filme sind mit bekannten Schauspielern besetzt darunter Xaver Hutter, Renate Krößner, Denise Zich, Horst Janson, Günther Schramm, Katerina Jacob, Timothy Peach, Krista Stadler, Ellen Schwiers und Olivia Pascal. Im Zentrum der Geschichten steht jeweils das Schicksal einer Adelsfamilie. Meistens wird geheiratet, weshalb als „Bindeglied“ der sechs Filme jeweils der Erfinder und Langzeit-Moderator des Musikantenstadls, Karl Moik, in der Rolle des Pfarrers auftritt. Die Titel- und Filmmusik komponierte André Rieu. Produzentin der „Bastei Collection“ ist Ariane Metzner, die zuvor u. a. für Tele München, das ZDF und Endemol tätig war. Die Filmreihe bildet die Auftaktsproduktion für ihre in Innsbruck ansässige Firma Couchkino.
| Titel                              | Regisseur       | Premiere (ZDF) |
| ---------------------------------- | --------------- | -------------- |
| Nur die Sterne schauten zu         | Käthe Niemeyer  | 13. Mai 2010   |
| Traum meines Lebens                | Georg Schiemann | 23. Mai 2010   |
| Das Geheimnis der Wolfsklamm       | Siegi Jonas     | 15. Aug. 2010  |
| Das Edelweißcollier                | Georg Schiemann | 27. März 2011  |
| Wer liebt, ist angekommen          | Stefan Jonas    | 27. Nov. 2011  |
| Mein Herz kehrt heim ins Zillertal | Siegi Jonas     | 19. Dez. 2011  |